# Ahasjön (Sorsele socken, Lappland)
Ahasjön är en sjö i Sorsele kommun i Lappland och ingår i Umeälvens huvudavrinningsområde. Sjön har en area på 0,786 kvadratkilometer och ligger 339 meter över havet. Sjön avvattnas av vattendraget Kvarnbäcken.

## Delavrinningsområde
Ahasjön ingår i det delavrinningsområde (726208-159192) som SMHI kallar för Utloppet av Ahasjön. Medelhöjden är 363 meter över havet och ytan är 7,15 kvadratkilometer. Räknas de 3 avrinningsområdena uppströms in blir den ackumulerade arean 40,74 kvadratkilometer. Kvarnbäcken som avvattnar avrinningsområdet har biflödesordning 4, vilket innebär att vattnet flödar genom totalt 4 vattendrag innan det når havet efter 284 kilometer. Avrinningsområdet består mestadels av skog (84 procent). Avrinningsområdet har 0,84 kvadratkilometer vattenytor vilket ger det en sjöprocent på 11,7 procent.